# Capesterre-Belle-Eau
Capesterre-Belle-Eau is een gemeente in het Franse overzeese departement Guadeloupe op het eiland Basse-Terre, en telde 17.741 inwoners (2019). De oppervlakte bedraagt 103 km². Het bevindt zich ongeveer 18 km ten noordoosten van de hoofdstad Basse-Terre.

## Geschiedenis
In 1644 werd Capesterre gekoloniseerd door Charles Houël, en er werden suikerrietplantages aangelegd. Na de afschaffing van de slavernij in 1848 werden contractarbeiders uit India naar het eiland gehaald. In 1974 werd de naam gewijzigd in Capesterre-Belle-Eau ter onderscheid van Capesterre-de-Marie-Galante.
In 1976 werd een deel van het eiland Basse-Terre geëvacueerd omdat La Grande Soufrière zou uitbarsten. De vulkaan was actief tot 1 maart 1977. Sinds 1989 is een groot deel van de gemeente onderdeel van het Nationaal Park Guadeloupe.

## Plaatsen
Bananier, Bélair, Cacador, Cacoville, Cambrefort, Cantamerle, Carangaise, Christophe, La Digue, Fonds-Cacao, Grande-Chasse, L'Habituée, Îlet-Pérou, Mon Repos, Moravie, Moulin-à-l'Eau, Neuf-Château, La Plaine, Routhiers, Saint-Sauveur, Sainte-Marie, Source-Pérou

## Bezienswaardigheden
- Allée Dumanoir, bekleed met koninklijke palmen
- La Grande Soufrière, actieve vulkaan
- Slavenbegraafplaats
- Distilleerderij "Rhum Longueteau", die nog steeds actief is
- Hindoetempel van Changy
- Lac Flammarion, een vulkaanmeer

## Chutes du Carbet
Chutes du Carbet zijn drie watervallen in de Grand-Carbetrivier. De rivier begint op de oostelijke flank van La Grande Soufrière en mondt 11 kilometer verderop uit in de Atlantische Oceaan. De rivier is vernoemd naar de carbets (schuilhutten) van de inheemse bevolking die zich aan de rivier bevonden. Er zijn drie grote watervallen in de rivier die via een wandelpad te bezichtigen zijn. De eerste waterval is de hoogste met een hoogte van 115 meter. De tweede waterval is het eenvoudigst te bereiken en heeft een hoogte van 110 meter. De derde waterval is maar 20 meter hoog, maar indrukwekkend vanwege het watervolume. In 2008 was er een aardverschuiving en sindsdien is de laatste waterval maar beperkt toegankelijk.

## Galerij

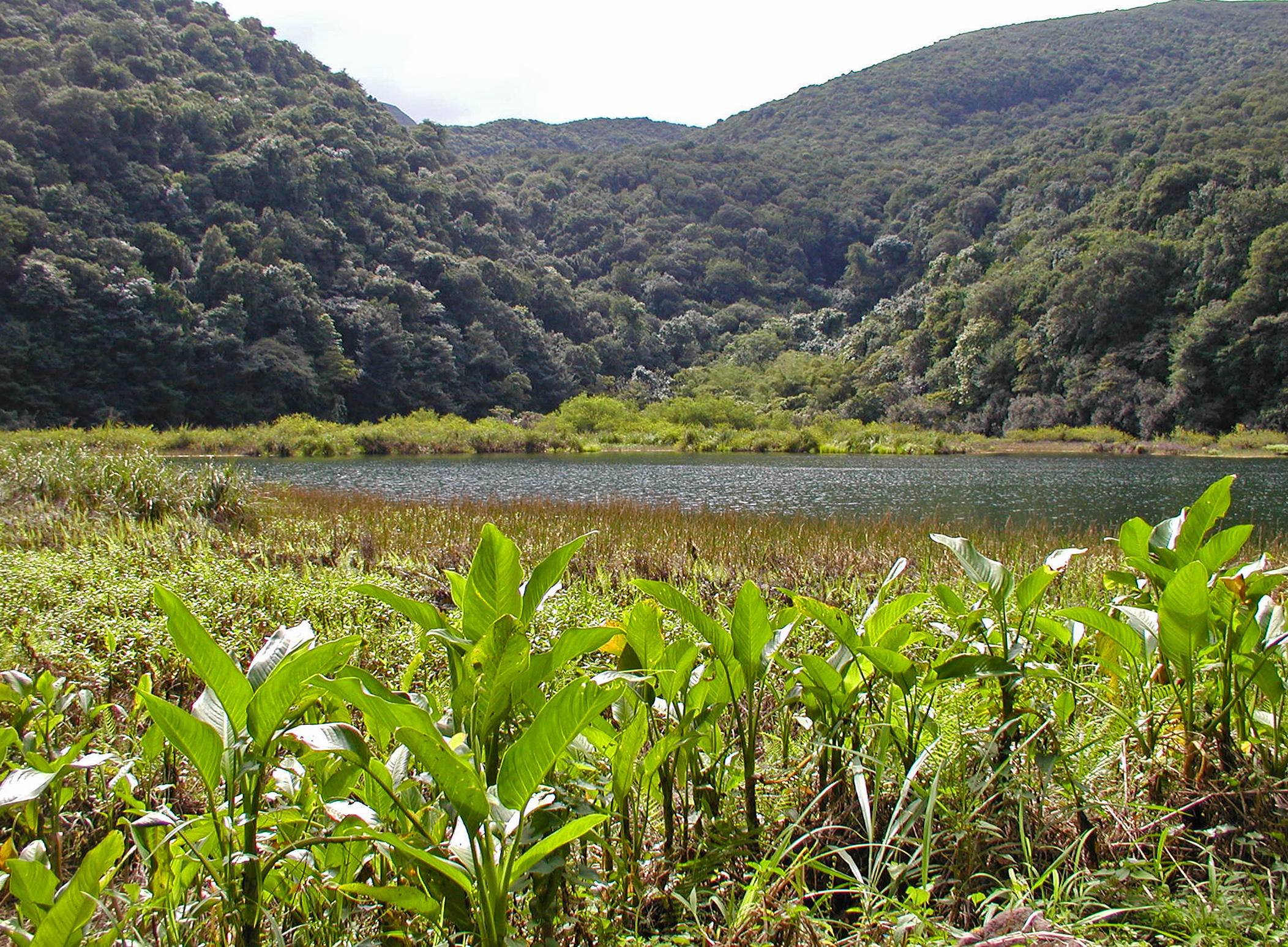
Grand Étang
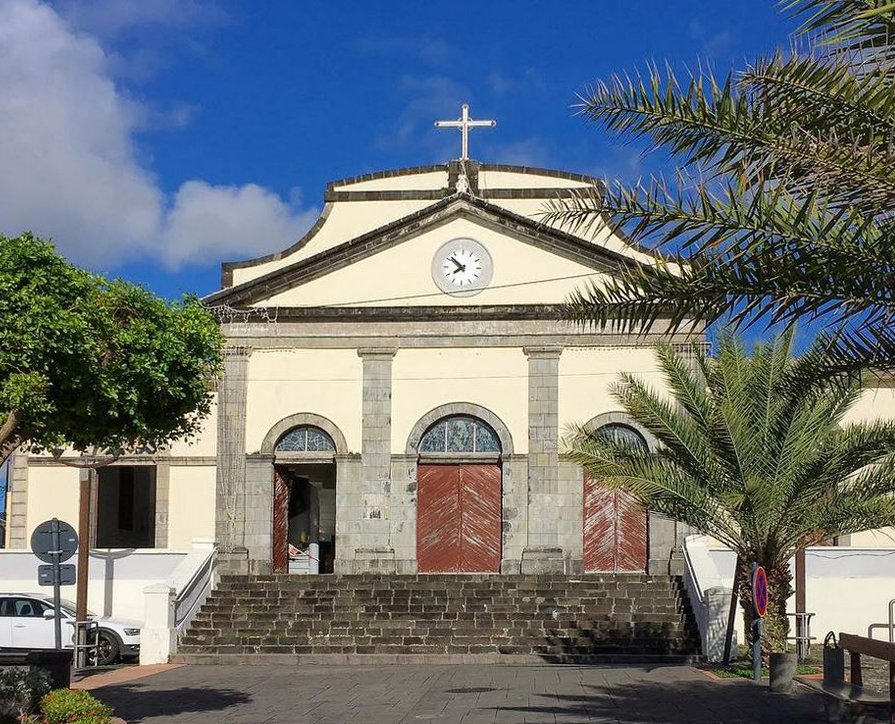
Sint Hyacinthe-kerk
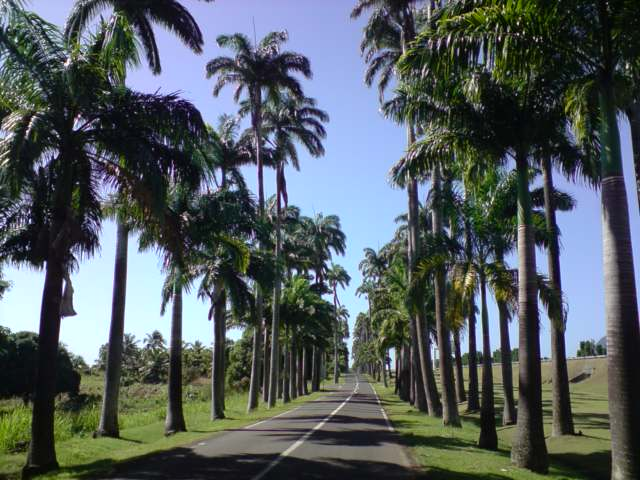
Allée Dumanoi
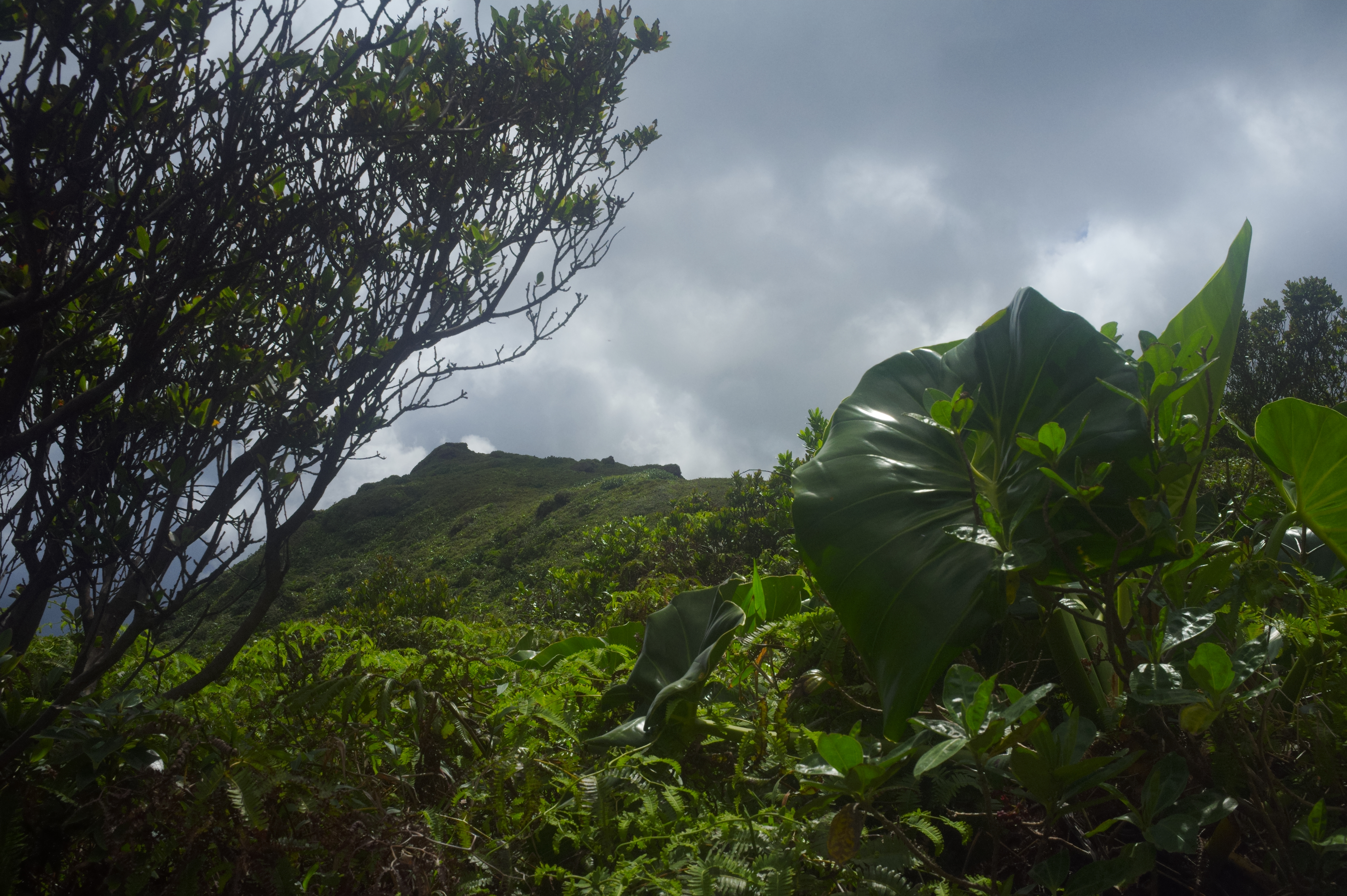
De vulkaan La Grande Soufrière

- Bibliothèque nationale de France: cb121406154 (data)
- Library of Congress Control Number: n85179474
- MusicBrainz: a58dccdd-5a54-45c9-b113-3167ee212853
- Nationale Bibliotheek van Israël: 987007555445205171
- Système universitaire de documentation: 029871026
- Virtual International Authority File: 132591203
- WorldCat: E39PBJbWx4K77X8pxGTCp8QKBP

Les Abymes · Anse-Bertrand · Baie-Mahault · Baillif · Basse-Terre · Bouillante · Capesterre-Belle-Eau · Capesterre-de-Marie-Galante · Deshaies · La Désirade · Le Gosier · Gourbeyre · Goyave · Grand-Bourg · Lamentin · Morne-à-l'Eau · Le Moule · Petit-Bourg · Petit-Canal · Pointe-à-Pitre · Pointe-Noire · Port-Louis · Saint-Claude · Sainte-Anne · Sainte-Rose · Saint-François · Saint-Louis · Terre-de-Bas · Terre-de-Haut · Trois-Rivières · Vieux-Fort · Vieux-Habitants